# Алтенбургер Ланд
Алтенбургер Ланд (на немски: Altenburger Land) е окръг в провинция Тюрингия, Германия, с площ 569 км2 и население 90 650 души (по приблизителна оценка за декември 2017 г.). Административен център е град Алтенбург.

## Административно деление
Окръга се поделя на 5 амта, които се състоят от градове и общини.

## Политика
Окръжния съвет е съставен от 46 места.
След проведените местни избори на 7 юни 2009 година, резултатите са следните:
| Политическа сила | Места | Процент | Ръст  |
| ХДС              | 15    | 31,9    | -11,8 |
| СДП              | 11    | 24,2    | 4,0   |
| Левица           | 10    | 21,2    | -7,5  |
| СвДП             | 5     | 10,5    | 3,1   |
| Регионални       | 4     | 9,1     | 9,1   |
| Зелените         | 1     | 2,9     | 2,9   |

Избирателната активност е 48,1 %, което е с 1,9 пункта по-висока от предходните избори през 2004 година.